# اتاق مرده
اتاق مرگ فیلمی ساخته شده در ۲۰۱۵ نیوزیلند با ژانر ترسناک است نویسنده و کارگردان این فیلم جیسون لکنت و کوین استیونز هستند. اتاق مرگ با الهام از خانه‌ای در شهری افسانه خالی از سکنه در نیوزیلند 1970s نوشته شده است.

## خلاصه داستان
هنگامی که یک خانواده وحشت زده از دست دو دانشمند و یک روانی فرار می‌کنند به یک خانه متروکه پناه می‌برند و هیچ اطلاعی ندارند که در این خانه یک روح قدرتمند وجود دارد…

## بازیگران
- جد برافیز به عنوان لیام اندروز
- جفری توماس به عنوان اسکات کامرون
- لورا پترسون به عنوان هالی متیوز

## انتشار
- در نیوزیلند: توسط IFC در نیمه شب ۳۱ اکتبر ۲۰۱۵
- در ایالات متحده آمریکا: در ۸ مارس ۲۰۱۶ در نیویورک
- در کویت: در ۵ مارس ۲۰۱۶.
- انتشار این فیلم با کیفیت BluRay و در DVD 6 سپتامبر ۲۰۱۶.

## دریافت
منتقدان زیادی از اتاق مرگ این طور نقد کرده‌اند که این فیلم اصلاً ترسناک نیست. موری نوئل در لا تایم یادداشت کرد فقدان شور و هیجان یا صحنه‌های ترسناک به غیر از ۱۰ دقیقه واقعاً به چشم می‌خورد."